# Ralph Grimaldi
Ralph Peter Grimaldi (n. enero de 1943) es un matemático estadounidense especializado en matemáticas discretas y profesor en el Rose-Hulman Institute of Technology. Conocido por su libro de texto Discrete and Combinatorial Mathematics: An Applied Introduction, publicado por vez primera en 1985 así como de sus numerosos artículos de investigación.
Nacido en Nueva York, donde vivió su juventud, se graduó de la que ahora es la State University of New York at Albany en 1964 y obtuvo su doctorado en ciencias matemáticas en 1972 en la New Mexico State University bajo la dirección de Ray Mines. Fue profesor también en la Universidad Estatal de Nueva York en Oswego y ha realizado estancias en la Clemson University y New Mexico State University.